# El Losar del Barco
El Losar del Barco – gmina w Hiszpanii, w prowincji Ávila, w Kastylii i León, o powierzchni 19,54 km². W 2011 roku gmina liczyła 133 mieszkańców.